# 1892年鐵路
此條目列出1892年發生有關鐵路運輸的事件。

## 事件

### 2月
- 2月4日：塔斯曼尼亞斯特拉恩－齊恩鐵路（英语：Strahan–Zeehan Railway）通車。

### 3月
- 3月1日：水戶鐵道併入鐵道省。

### 4月
- 4月25日：塔斯曼尼亞丹達斯山－齊恩鐵路（英语：Mount Dundas – Zeehan Railway）通車。

### 5月
- 5月20日：英國最後的寬軌列車在大西部鐵路主線開出倫敦帕丁頓車站。接下來的2天有285公里的路線標準軌化。

### 6月
- 6月6日：芝加哥地鐵開始營運。南側高架鐵路（英语：South Side Elevated Railroad）通車，來往芝加哥下城的舊國會總站至39街（佩盛路），共5.79公里[1]。
- 6月7日：霍馬·普萊西（英语：Homer Plessy）在新奧爾良乘坐列車的時候拒絕離開白人專用的坐位而遭到拘捕。事後引發美國最高法院1896年在普萊西訴弗格森案作出「隔離但平等」的判決。

### 7月
- 7月：劉銘傳鐵路延長至楊梅。

### 8月
- 8月29日：芝加哥南側高架鐵路由39街南延至華盛頓公園（英语：Washington Park, Chicago (neighborhood)）的加菲爾德林蔭路。

### 9月
- 9月1日：大都會鐵路加設艾爾斯伯里站（英语：Aylesbury railway station）。
- 9月26日：雅法－耶路撒冷鐵路在鄂圖曼帝國耶路撒冷穆塔薩勒夫（英语：Mutasarrifate of Jerusalem）主持通車。

### 11月
- 11月24日：菲律賓國家鐵路第一段通車。